# Ammerbuch
Ammerbuch est une commune de Bade-Wurtemberg (Allemagne), située dans l'arrondissement de Tübingen, dans la région Neckar-Alb, dans le district de Tübingen.

## Personnalités liées à la ville
- Hubert Lanz (1896-1982), général né à Entringen.
- Roland Asch (1950-), pilote automobile né à Altingen.